# Herbert Mogg
Herbert Mogg (* 12. Mai 1927 in Wien; † 1. April 2012 in Athen) war ein österreichischer Komponist und Dirigent, der vor allem durch die musikalische Leitung von Wiener Operetten an verschiedenen Musiktheatern bekannt wurde.

## Leben
Nach dem Schulbesuch studierte Mogg Klavier und Komposition an der Staatsakademie für Musik und darstellende Kunst in Wien und komponierte bereits Ende der 1940er zahlreiche Schlager, die Elemente der Operette, aber auch des Swing und für Tänze wie dem Slowfox enthielten. Zu bekannten Kompositionen dieser Zeit gehörten „Wer in England nicht englisch kann“ (1947), „Sommernacht, eine Sommernacht hat mein Herz zur Glut entfacht“ (1948), „Meine große Liebe ist der Wein!“ (1948) und „Du bist für mich ein Rätsel …“ (1948). Herbert Mogg wirkte bis 1962 als Konzertpianist, bevor er sich entschloss, sich als  Dirigent zu bewerben. Sein Weg führte ihn an das Stadttheater St. Pölten, dem  er bis 1962 verbunden war. 1962 bis 1969 war er als 1. Kapellmeister am Städtebundtheater Hof  beschäftigt.
Nach einem ersten Engagement an der am 30. Juni 1956 geschlossenen Scala Wien wirkte er als Dirigent von Wiener Operetten an verschiedenen Musiktheatern in Österreich und Deutschland. Eine große Bedeutung für diese Tätigkeit hatte dabei die Begegnung mit dem Komponisten Hanns Eisler und dem Regisseur Walter Felsenstein.
Nachdem er zwischen 1966 und 1968 als Theaterkapellmeister Organist an der katholischen Stadtpfarrkirche St. Marien in Hof an der Saale war, wurde er 1969 Dirigent am Wiener Raimundtheater und war dort bis 1985 tätig. 1977 wurde er als Nachfolger von Rudolf Marik auch Direktor des Theaters. Während der mehrjährigen Zusammenarbeit zwischen Marik und ihm erlebte die Operette mit Johannes Heesters, Marika Rökk, Zarah Leander und anderen bekannten  Darstellern und Sängern einen Höhepunkt.
Der Höhepunkt war die Geburt seines Sohnes im März 1971.
Im Anschluss wechselte er 1985 als Dirigent an das Wiener Volkstheater, an dem er bis 1987 unter Direktor Paul Blaha arbeitete. Danach wurde er 1987 Dirigent am Staatstheater am Gärtnerplatz in München und wirkte dort bis 1999. 2000 erfolgte dort die Uraufführung seiner Operette Das Mädchen vom Rialto.
Neben dem dortigen Engagement war er auch Gastdirigent zahlreicher namhafter Orchester wie des der Pariser Oper, des Mozarteumorchesters Salzburg und des Schlosstheaters Schönbrunn. Bei den dortigen Konzerten entstanden auch zahlreiche Konzertmitschnitte wie von Die drei Wünsche von Carl Michael Ziehrer, Die Perlen der Cleopatra von Oscar Straus sowie Die Winzerbraut von Oskar Nedbal.

## Liedkompositionen
- Wer in England nicht englisch kann, 1947
- Wenn Du heut Abschied nimmst, 1947
- Schmieg Dich enger an, Chérie, 1947
- Die Melodie vom Glück, 1947
- Sommernacht, eine Sommernacht hat mein Herz zur Glut entfacht, 1948
- Meine große Liebe ist der Wein!, 1948
- Mein Herz weint Tränen um deine Liebe, 1948
- Du bist für mich ein Rätsel …, 1948
- Jede Frau ist eine Eva, 1948
- Kleines Glück und großes Glück …, 1948
- Kleines Fräulein vom Telefon …, 1948
- ʹs Rauschgiftlied, 1972
- Das Weinpantscherlied, 1972

## Konzertmitschnitte (Auswahl)
- Frühling in Wien : songs for soprano and orchestra, 2000
- Die Perlen der Cleopatra, 2004
- Die drei Wünsche [Tonträger] : Operette in einem Vorspiel und zwei Akten, 2009
- Der Obersteiger: Operette in drei Akten, 2010
- Die Winzerbraut: Operette in drei Akten, 2011